# Северный альянс зелёных и левых
Северный альянс зелёных и левых (швед. Nordisk grön vänster, фин. Pohjoismaiden vihreän vasemmiston liitto, дат. Nordisk Grønne Venstre Alliance, норв. Nordisk Grønt Venstre Allianse, исл. Norræna vinstri-græna bandalagið) — объединение коммунистических партий стран и автономных областей, парламенты которых входят в Северный совет. 
Основан в 2004 году в Рейкьявике (ранее проводились совещания коммунистических партий стран Севера Европа).

## Состав
Членами альянса являются:
- Гренландия — Народное сообщество
- Дания — Социалистическая народная партия
- Дания — Красно-зелёная коалиция
- Дания — Альтернатива
- Исландия — Лево-зелёное движение
- Норвегия — Социалистическая левая партия (Норвегия)
- Норвегия — Красные
- Фарерские острова — Республиканцы
- Финляндия — Левый союз
- Швеция — Левая партия

Шведские депутаты от альянса входят в Европарламенте в группу Европейские объединённые левые/Лево-зелёные Севера.

## Руководство
Руководство осуществляет правление состоящее из председателя, заместителей председателей и членов.

## Социалистическая молодёжь Севера
Социалистическая молодёжь Севера (Socialistisk Ungdom i Norden) - объединение молодёжных организаций коммунистических партий государств и автономных областей, парламенты которых входят в Северный совет.
Коллективные члены:
- Молодые левые Швеции;
- Социалистическая молодёжь Норвегии;
- Молодёжь Социалистической народной партии;
- Молодые левые и зелёные Исландии;
- Молодая Тьевельди Фарерских островов;
- Молодёжь Левого союза Финляндии;
- Молодёжь Народного сообщества Гренландии.